# José António Freire de Andrade
José António Freire de Andrade (Estremoz, 22 de abril de 1708 — 22 de abril de 1784), 2.º Conde de Bobadela, foi um cavaleiro professo na Ordem de Cristo, tenente general de cavalaria e 6º governador (interino) da capitania de Minas Gerais.
O 2º conde de Bobadela era irmão do 1.º titular, Gomes Freire de Andrade.
Foi moço fidalgo e comendador em duas vidas da comenda de Nossa Senhora da Conceição de Vila Velha de Ródão, na Ordem de Cristo. 
Sucedeu na casa e em várias tenças e padrões, impostas em diversas casas fiscais, a seu irmão o 1º conde de Bobadela, a 1 de janeiro de 1763 e no titulo de conde por nova mercê, em renovação do de seu irmão e em mais duas vidas, por decreto de 2 e carta de 9 de maio do mesmo ano.
Prestou muitos serviços no Estado do Brasil desde o ano de 1751. Tendo o posto de coronel, foi governador e capitão general do Rio de Janeiro interinamente por carta de 25 de outubro de 1758. 
Já em Portugal, foi governador das armas da província da Beira e em 1767 do Minho. Foi também Tenente general do Exército..
Casou em 8 de setembro de 1761 com D. Antônia Xavier d'Almeida Borbon (25 de janeiro de 1746 - 1791) filha de D. Fernando d'Almeida e Silva (sobrinho de D. Lourenço de Almeida) e de  D. Isabel Teresa de Lencastre Sanches de Farinha, filha e herdeira de Rodrigo Sanches de Farinha Baena, senhor da vila de Freixo Amarelo, alcaide-mor das ilhas do Faial e Graciosa, capitão-mor donatário da ilha do Faial e de D. Mariana Josefa de Lencastre, filha do 1º conde de Castelo Melhor.
Foi sucedido no título por seu filho, o 3.º conde de Bobadela.
Deixou também um filho natural, Francisco de Paula Freire de Andrade, um dos participantes da Inconfidência Mineira. 